# Серединская волость (Боровский уезд)
Ильинская волость — волость в составе Боровского уезда Калужской губернии. Центром волости было село Серединское. 

## Состав (1913 год)
- Афанасово, сельцо
- Бобровники, деревня
- Болынь, деревня
- Борисово, деревня
- Бортники, деревня
- Гольтя, деревня
- Городище(Рождествено), деревня
- Данилово, деревня
- Дарьино, деревня
- Дылдино, деревня
- Зеленино, деревня
- Ищеино, деревня, земская школа
- Коростелево, сельцо
- Мальцево, деревня
- Марьино, село, земская школа
- Медовники, деревня, земская школа
- Подберезки, деревня
- Подсосинки, деревня
- Семичево, деревня
- Серединское, село, земская школа
- Старая, деревня
- Федорино, деревня
- Холмец, деревня